# Zapateado (México)

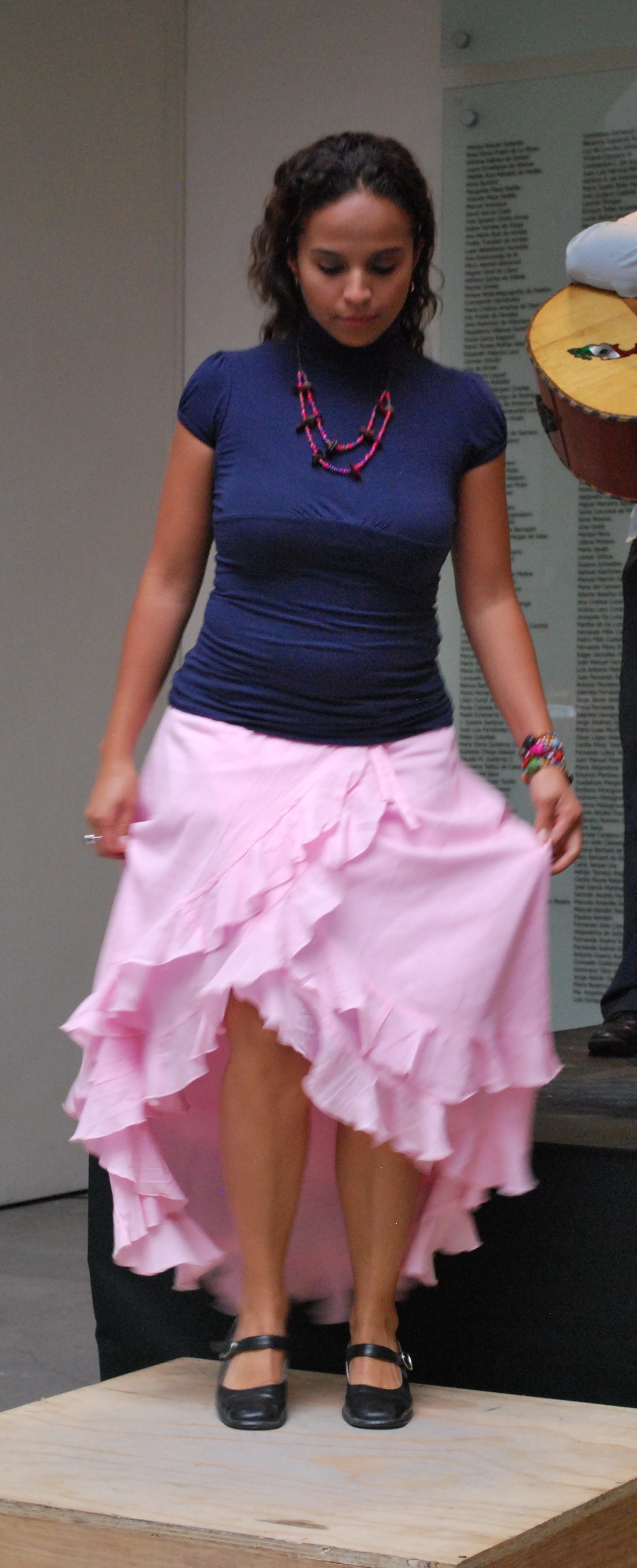
Citadino Son en la Ciudad de México

El zapateado es un grupo de estilos de danza del folclore mexicano, así como de baile flamenco.
El zapateado mexicano es un derivado del son que combina sonidos de la música tradicional española con un toque mexicano y árabe. Los instrumentos musicales para este género son principalmente el violín, guitarra, tambor, etc. Es un género que se da en todas las regiones de México.

## Estilo de danza
Se trata de música profana, alegre y típicamente mestiza, que jamás interviene en ceremonias religiosas. Es un género musical estrechamente ligado al baile social por parejas y expresa siempre el coqueteo entre varón y mujer. Salvo algunas figuras coreográficas, el baile es suelto, es decir, las parejas no se tocan.

## Instrumentos
Combina, salvo algunas excepciones, partes puramente instrumentales con partes cantadas. Comienza siempre una introducción instrumental a la que se sigue una copla, luego va un interludio instrumental sucedido de otra copla, y así sucesivamente se alternan interludios y coplas. Las partes instrumentales se zapatean vigorosamente mientras que las partes cantadas, acompañadas discretamente por los instrumentos, sirven a los bailadores para realzar paseos o descansos con pasos menos monótonos que permiten a todos los presentes entender la letra.

## Ritmos
El ritmo es 3/4 para los gustos y 6/8 para los sones. En ambos géneros, debido a que están coordinadas la parte musical y la parte coreográfica, con frecuencia los versos de las coplas –ya sea solo uno, dos o todos- se repiten en el canto. Con estas repeticiones de los versos se logra dar uniformidad a la estructura musical que sirve de apoyo a los bailadores, aun cuando en sí mismas las coplas cantadas varíen el número de versos.
En los dos géneros es muy importante la intervención de gritos, interjecciones y exclamaciones por parte de los músicos y los bailadores cuando quieren animarse a sí mismos. Estos elementos no pertenecen específicamente ni a la música ni a la letra, pero su presencia es imprescindible para darle a la región su sabor muy particular. Aquí se acostumbra gritar: ¡voy polla!, ¡ajala!, ¡aunque se rompan las cuerdas!, ¡ajumala!, ¡ahíja!, ¡esto somos tierra caliente!, "rúa”, ¡upa!, entre otros.
Las características exclusivas de sones son, como ya vimos, su mayor velocidad y la ausencia de letra en algunas ocasiones. El zapateado del son es de gran dificultad, ya que incluye numerosos redobles que se ejecutan con mucha rapidez (redoblados y banqueados). Cabe destacar que únicamente en dos sones se hace referencia a la fauna. 

## Vestimenta

### Hombres
En la Tierra Caliente, el hombre usa calzón amplio de manta, sin bolsas, que se sujeta a la cintura con dos cintas de la misma tela. El cotón es cerrado y suelto, con manga larga de puño, sin cuello y sin bolsas. Un rasgo de característico de la indumentaria del calentano es una bolsa redondeada llamada “guicho”, confeccionada con fieltro negro o verde oscuro que por medio de dos cintas del mismo material se ata alrededor de la cintura, quedando dispuesto al frente del calzón la mayor parte de las veces y que se utiliza para guardar dinero y otros objetos pequeños. 
Al hombro se coloca, doblado longitudinalmente, un gabán de lana con diseño a base de rayas de colores negros, café y marfil, llamado “cuixin” (lagartija rayada). Alrededor del cuello se amarra un paliacate colorado y en la cabeza un sombrero de Tlapehuala. Calza huarache calentano de varias correas.

### Mujeres
La mujer viste con una falda amplia de colores llamativos hecha de popelina con diseño floreado o de brocado de satín o tafeta, con un holán al vuelo en la parte inferior. Esta falda llega hasta media pierna o hasta el piso. La blusa, generalmente blanca, abierta por el frente y otras veces abotonadas por la parte de atrás, de manga larga o tres cuartos, cuello alto y con un faldón unido al talle. Tanto la falda como la blusa van adornadas con encaje o punta de la llamada bolillo y cintas de colores. El pelo generalmente largo, es recogido en un chongo que se adorna con listones blancos o de color contrastante con el de la falda, la mujer complementa su atuendo con aretes, anillos, collares y pulseras de oro, producto de la orfebrería local o tradicional; así como un rebozo de color oscuro (gris, negro o añil). Calza huarache calentano similar al del hombre o zapato de tacón alto.